# FlDigi
FlDigi est un logiciel open source destiné aux radioamateurs, et qui permet de commander un émetteur-récepteur pour transmettre des données numériques ou analogiques (Voix). Les modes de communication disponibles sont entre autres:
- Alphabet morse.
- FSK.
- PSK31.
- RTTY.
- Hellschreiber.
- Radiofacsimilé
- Throb.
- QPSK.
- Thor.
- Packet radio (à partir de la version 3.22).
- Code SYNOP (la version 3.21.74 apporte un décodeur SYNOP et SHIP, avec affichage en KML dans Google Earth).
- Navtex (à partir de la version 3.21.45).

## Plateformes matérielles

### Ordinateur
S'appuyant sur la bibliothèque graphique portable FLTK, il fonctionne sur les plates-formes:
- Microsoft Windows
- Mac OS
- Linux
- FreeBSD[1].

### Émetteur/Récepteur
Le contrôle des émetteurs-récepteurs radio est fait (optionnellement) avec la bibliothèque Hamlib, ce qui lui permet de fonctionner avec la plupart des appareils courants. Il sert de modem au logiciel d'email par radio pskmail.